# Med Hondo
Med Hondo, właśc. Abid Mohammed Medoun Hondo (ur. 4 maja 1935 w Ain Ouled Beri Mathar, zm. 2 marca 2019 w Paryżu) – mauretański reżyser, scenarzysta, aktor i producent filmowy. Uważany za jednego z ojców-założycieli afrykańskiego kina post-kolonialnego.

## Życiorys
Urodził się w rejonie miasta Atar. Jego matka była z pochodzenia Mauretanką, a ojciec - Senegalczykiem. W 1959 roku Hondo wyemigrował do Francji, gdzie początkowo imał się różnorakich prac dorywczych (był m.in. kucharzem, robotnikiem rolnym, kelnerem, dostawcą). Zaczął się też interesować teatrem i filmem. Studiował aktorstwo pod okiem aktorki Françoise Rosay, a od 1966 roku tworzył filmy krótkometrażowe.
Jego pełnometrażowy debiut reżyserski, Słońce, o! (1970), miał swoją premierę w ramach sekcji "Międzynarodowy Tydzień Krytyki" na 23. MFF w Cannes i zdobył główną nagrodę Złotego Lamparta na MFF w Locarno. Obraz w sposób symboliczny łączył doświadczenie dawnych afrykańskich niewolników wysyłanych na Karaiby z współczesnymi imigrantami wyzyskiwanymi we Francji, co reżyser znał niejako z autopsji. Inny film Hondo, Indie Zachodnie (1979), był pierwszym afrykańskiem musicalem, a także - przy budżecie 1,3 mln dolarów - najdroższą produkcją w historii afrykańskiego kina.
W późniejszych latach Hondo zasłynął z pracy aktora głosowego, dubbingując na język francuski takie hollywoodzkie hity, jak Król lew (1994), Siedem (1995), Gruby i chudszy (1996) czy Shrek (2001).